# Carlos Santiago
Carlos Santiago Alicea (9 de diciembre de 1977) es un deportista puertorriqueño que compitió en judo. Ganó cuatro medallas en el Campeonato Panamericano de Judo entre los años 2000 y 2010.

## Palmarés internacional
| Campeonato Panamericano | Campeonato Panamericano    | Campeonato Panamericano | Campeonato Panamericano |
| Año                     | Lugar                      | Medalla                 | Categoría               |
| ----------------------- | -------------------------- | ----------------------- | ----------------------- |
| 2000                    | Orlando (Estados Unidos)   | Medalla de bronce       | Abierta                 |
| 2001                    | Córdoba (Argentina)        | Medalla de bronce       | Abierta                 |
| 2005                    | Caguas (Puerto Rico)       | Medalla de plata        | Abierta                 |
| 2010                    | San Salvador (El Salvador) | Medalla de bronce       | Abierta                 |